# Tupolev Tu-2
 (mars 2010).
Si vous disposez d'ouvrages ou d'articles de référence ou si vous connaissez des sites web de qualité traitant du thème abordé ici, merci de compléter l'article en donnant les références utiles à sa vérifiabilité et en les liant à la section « Notes et références ».
Le Tupolev Tu-2 est un bombardier à haute vitesse soviétique de la Seconde Guerre mondiale.

## Conception et développement
Le Tu-2 a été conçu pour répondre au besoin d'un bombardier rapide ou en piqué, avec une forte capacité d'emport interne et une vitesse proche de celles des chasseurs monoplaces. Comparable au bombardier allemand Junkers Ju 88, plusieurs versions furent produites : bombardier-torpilleur, intercepteur, avion de reconnaissance.
Désigné Samolyet 103 (Avion 103), il a été développé par des prisonniers, dont Sergueï Korolev, père du programme spatial soviétique. Le premier prototype a été terminé dans l'usine N156 et fit son premier vol d'essai le 29 janvier 1941, piloté par Mikhail Nioukhtikov. Quand le moteur Mikulin AM-37 (en) fut abandonné pour concentrer les efforts sur le Mikulin AM-38F de l'Iliouchine Il-2, Andreï Tupolev a dû revoir la conception de l'avion pour s'adapter au nouveau moteur. Les différentes versions du Tu-2 sont également connues sous les désignations ANT-58 à ANT-69.
Au total, 2 257 Tu-2 ont été produits.

## Service
Construit de 1941 à 1948, le Tu-2 était, après le Petliakov Pe-2, le plus important bombardier bimoteur soviétique. Sa conception permit le retour en grâce de Andreï Tupolev après une période de détention. Plus rapide et plus agile, le Tu-2 pouvait transporter une plus grande charge sur une plus grande distance que quasiment tous les bombardiers moyens engagés par les différentes armées de la Seconde Guerre mondiale. Il est resté en service jusqu'en 1950.
Les forces britanniques et américaines ont rencontré plusieurs Tu-2 chinois pendant la Guerre de Corée. Entre 1958 et 1962, les Tu-2 chinois ont participé à des missions d'attaque au sol, de reconnaissance et de liaison dans le cadre des actions anti-émeutes sur le plateau tibétain (Qinghai, Tibet, sud de Gansu, ouest de Sichuan). L'armée chinoise a retiré du service ses Tu-2 à la fin des années 1970.
C'est l'un des rares avions soviétiques construits durant la Seconde Guerre mondiale à avoir servi suffisamment longtemps pour recevoir une dénomination OTAN : « Bat ».

## Variantes

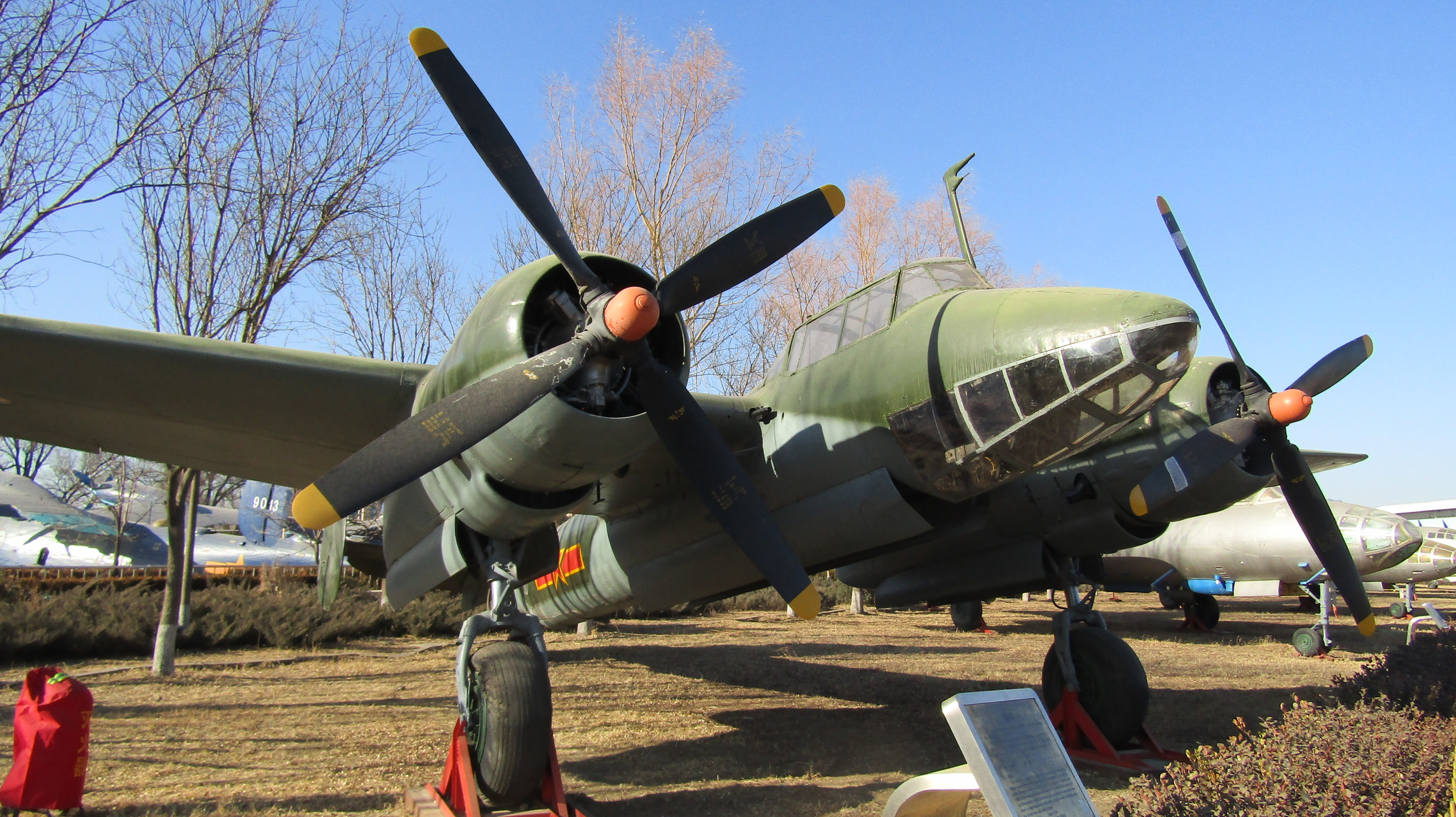
Tupolev Tu-2S au Musée de l'aviation de Chine,

## Variantes[2]
Appareil 103, ANT-58La version initiale avec un équipage de 3 personnes. Vitesse maximale : 635 km/h à 8 000 m. Deux moteurs Mikulin AM-37 (en) à refroidissement par eau de 1 400 ch. 1941.
Appareil 103U, ANT-59Inspiré du Junkers Ju 88, l'équipage compte 4 personnes. Vitesse maximale : 610 km/h. Mêmes moteurs que ANT-58.
ANT-67Bombardier à long rayon d'action, 5 hommes d'équipage.
Tu-1 (ANT-63P)Chasseur/escorteur à long rayon d'action, 3 hommes d'équipage.
Tu-2Deux moteurs Shvetsov ASh-82 à refroidissement par air de 1 450 ch. Plus forte trainée. 1942.
Tu-2S (ANT-61)Deux moteurs à pistons en étoile Shvetsov ASh-82FN de 1 850 ch. 1943.
Tu-2D (ANT-62)Version à long rayon d'action. Deux moteurs Shvetsov ASh-82FN (?) de 1 850 ch. 1943 (?)
Tu-2DB (ANT-65)Bombardier à long rayon d'action.
Tu-2F (ANT-64)Version de reconnaissance photographique.
Tu-2GVersion de transport de marchandises à grande vitesse.
Tu-2KDeux unités produites pour tester des sièges éjectables.
Tu-2M (ANT-61M)Deux moteurs à pistons en étoile Shvetsov ASh-83 de 1 900 ch.
Tu-2NBanc d'essai pour tester le turboréacteur Rolls-Royce Nene.
Tu-2 ParavanDeux unités produites pour tester la destruction des câbles des ballons de barrage.
Tu-2RVersion de reconnaissance.
Tu-2RShRPrototype, armé d'un canon de 57 mm à l'avant du fuselage.
Tu-2ShVersion d'attaque au sol.
Tu-2/104Prototype d'intercepteur tout-temps.
Tu-2T (ANT-62T)Bombardier-torpilleur.
Tu-6Appareil de reconnaissance.
Tu-8 (ANT-69)Bombardier à long rayon d'action.
Tu-10 (ANT-68)Prototype de bombardier multirôle.
UTBBombardier d'entraînement. Deux moteurs Shvetsov ASh-21 (en) de 690 ch créés par Soukhoï OKB en 1946

## Utilisateurs
Seconde Guerre mondiale
 Union soviétique
- Armée de l'air russe

Guerre froide
 Bulgarie
- Force aérienne bulgare

 Chine
- Force aérienne chinoise

 Hongrie
- Force aérienne de Hongrie

 Indonésie
- Armée de l'air indonésienne

 Corée du Nord
- Force aérienne populaire de Corée

 Pologne

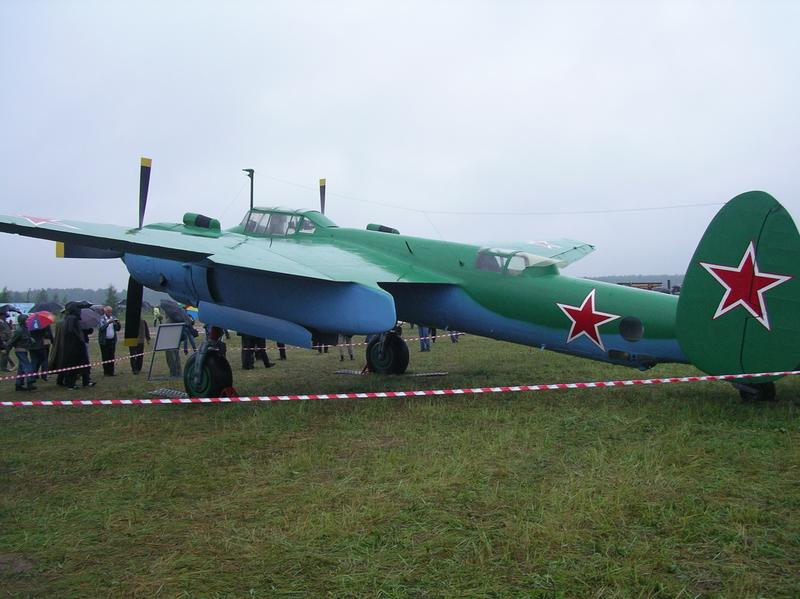
Un exemplaire de Tu-2 soviétique

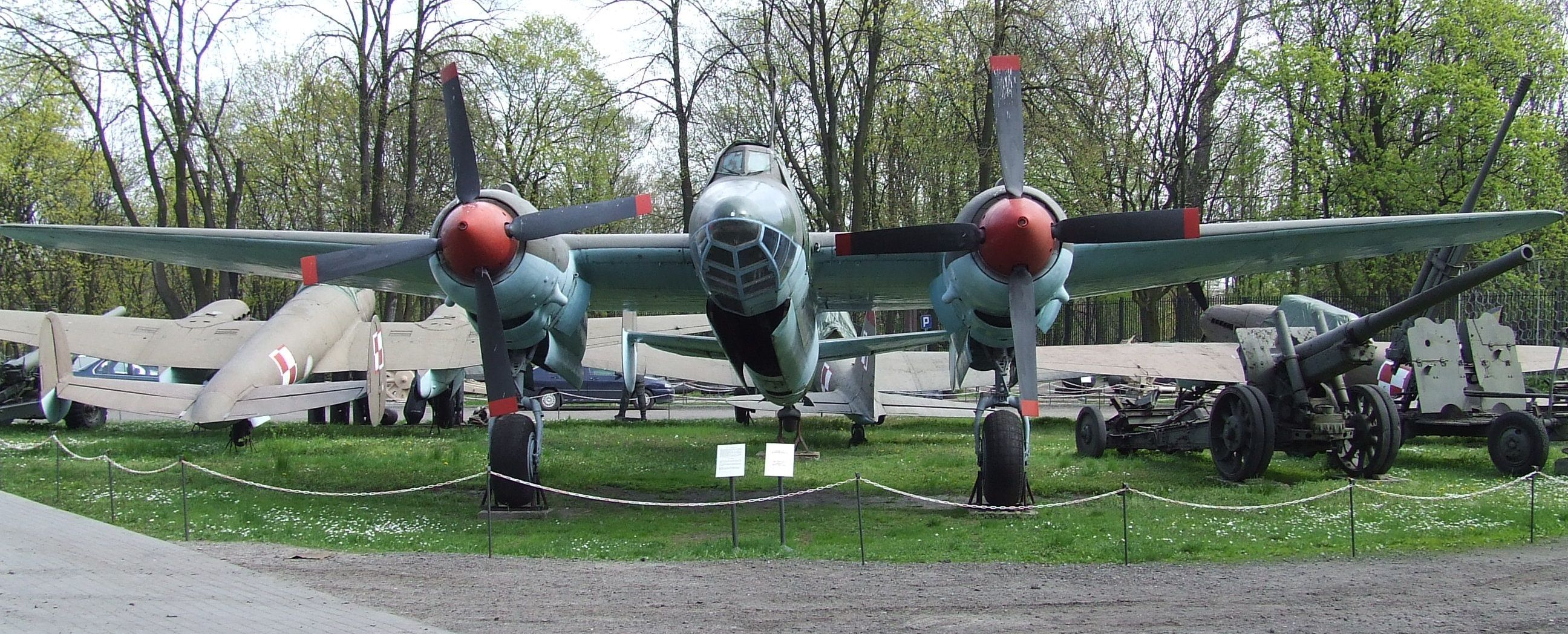
Un exemplaire de Tu-2 au Musée de l'Armée polonaise

- Force aérienne de la République polonaise

 Roumanie
- Force aérienne roumaine

 Union soviétique
- Armée de l'air russe

## Appareils comparables
- Petliakov Pe-2
- Dornier Do 217
- Junkers Ju 88